# Acanthodoris planca
Acanthodoris planca is een slakkensoort uit de familie van de Onchidorididae. De wetenschappelijke naam van de soort werd voor het eerst geldig gepubliceerd in 2005 door Fahey & Valdés.